# 鄧珙
邓珙，字宏中，福建福州府闽县人，明朝政治人物，同進士出身。

## 生平
景泰四年（1453年），福建癸酉乡试中舉。成化二年（1466年）丙戌科進士，任常熟县知县，升任贵州布政司参议。